# W. H. Auden
Wystan Hugh Auden (21 tháng 2 năm 1907 – 29 tháng 9 năm 1973) là nhà thơ Mỹ gốc Anh với bút danh W. H. Auden. Wystan Hugh Auden sinh ra và lớn lên ở Anh, trở thành nhà thơ nổi tiếng của Anh, năm 1939 sang Mỹ. Ông là người có sự ảnh hưởng rất lớn đến văn học Anh-Mỹ, là một trong những nhà thơ lớn nhất của thế kỷ 20.

## Tiểu sử
Wystan Hugh Auden sinh ở York, Anh. Từ nhỏ được học ở trường St. Edmund (Hindhead), Surrey, sau đó, ở trường Gresham, nổi tiếng với việc giáo dục kỷ luật nghiêm khắc và gắn liền với giáo dục tôn giáo. Ở trường này, Auden nhận ra rằng mình là người đồng tính luyến ái nên từ chối việc học các môn học tôn giáo. Auden tiếp tục học thơ cổ ở Đại học Oxford và bắt đầu hoạt động văn học từ ngày còn là sinh viên.
Năm 1930 in tập thơ đầu tiên Poems, chịu ảnh hưởng tư tưởng cách mạng của Karl Marx, Sigmund Freud, Charles Darwin, phê phán xã hội tư sản. Thập niên 1930, Auden sang Đức, sống ở Berlin một số năm, dạy học và sáng tác. Năm 1936 in tập thơ Look, Stranger!, kết hôn với con gái nhà văn Thomas Mann. Thời gian tiếp đó ông đi du lịch nhiều nơi cùng với Christopher Isherwood, và quyết định sang sống ở Mỹ. Việc ông di cư sang Mỹ trước thềm Chiến tranh thế giới thứ hai, khiến đa số người dân Anh coi như một hành động phản bội, tuy vậy, đối với Auden là vì những lý do cá nhân.
Sang Mỹ năm 1939, ông dạy học ở nhiều trường đại học và tiếp tục sáng tác nhiều tác phẩm nổi tiếng. Các tập thơ: Another Time (1940), The Double Man (1941), For the Time Being (1944). Nhiều tác phẩm sáng tác thời kỳ trước cũng được tập hợp in vào năm 1945. Năm 1948 ông được trao giải Pulitzer, năm 1954 được tặng giải Bollinger, và năm 1967 được tặng huân chương Văn học. Wystan Hugh Auden mất năm 1973 ở Viên, Áo.

## Tác phẩm chính
- Poems, 1930
- The Dance of Death, 1933
- The Dog Beneath the Skin, 1933
- The Ascent of F.6, 1936
- Look, Stranger!, 1936
- Spain, 1937
- Journey to a War, 1939
- Another Time, 1940
- The Double Man, 1941
- For the Time Being, 1944
- Nones, 1951
- The Shield of Achilles, 1955
- Homage to Clio, 1960
- Collected Longer Poems, 1969
- Forewords and Afterwords, 1973

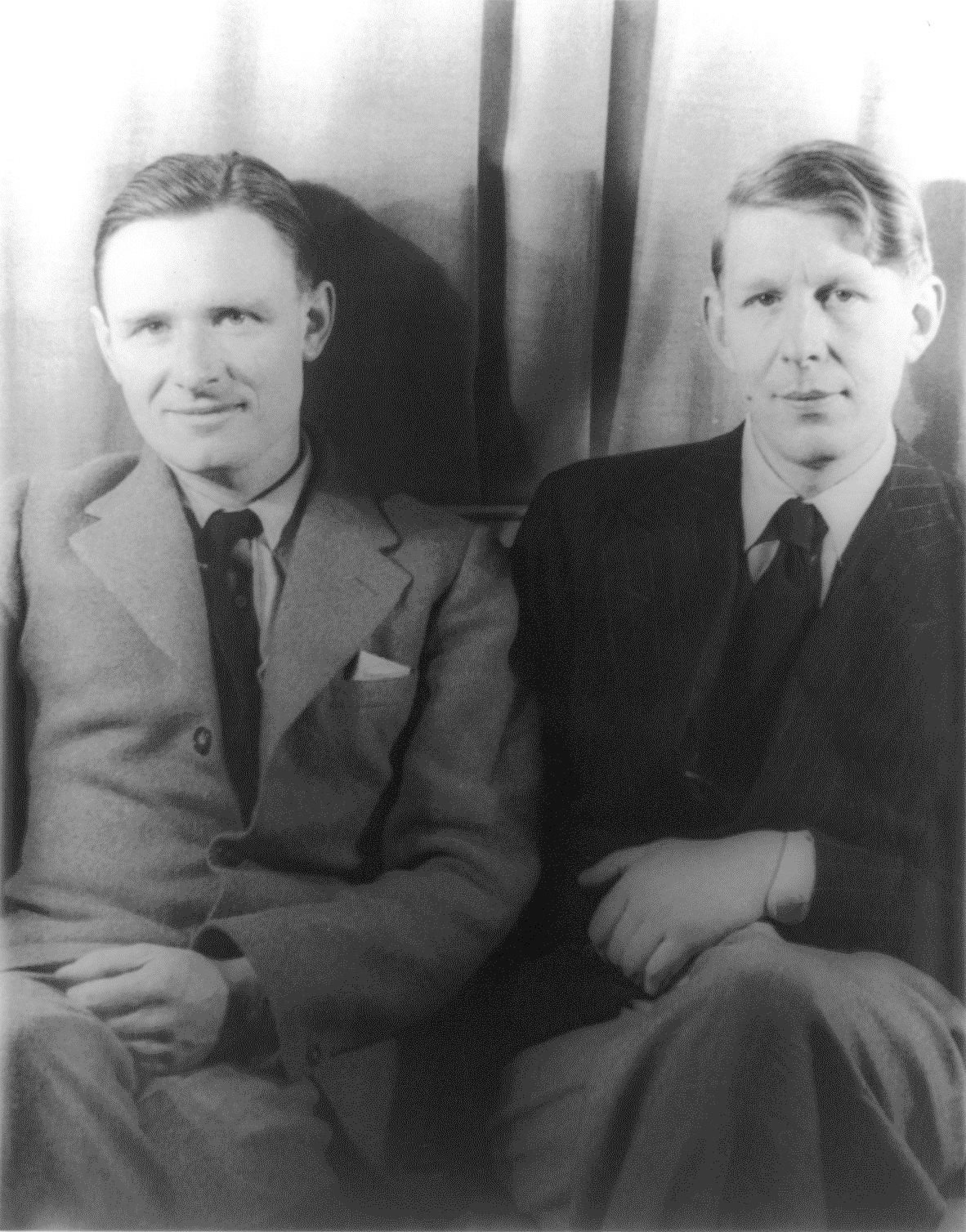
Christopher Isherwood (trái) và W.H. Auden (phải) năm 1939

- Collected Shorter Poems 1927-1957, 1966
- Last Poems, 1974
- Collected Poems (1976, new edns. 1991, 2007)
- The English Auden: Poems, Essays, and Dramatic Writings, 1927-1939 (1977)
- Plays and Other Dramatic Writings, 1927-1938 (1989)
- Libretti and Other Dramatic Writings, 1939-1973 (1993)
- Tell Me the Truth About Love: Ten Poems (1994)
- Juvenilia: Poems 1922-1928 (1994)
- Prose and Travel Books in Prose and Verse: Volume I, 1926-1938 (1997)
- Prose, Volume II: 1939-1948 (2002)